# Station Olkusz LHS
Station Olkusz LHS is een spoorwegstation in de Poolse plaats Olkusz.